# João Teixeira
João Rafael Brito Teixeira (Amora, 6 februari 1994) is een Portugees voetballer die bij voorkeur als defensieve middenvelder speelt. Hij stroomde in 2012 door vanuit de jeugd van SL Benfica.

## Clubcarrière
Teixeira werd in 2008 opgenomen in de jeugdopleiding van SL Benfica. Op 13 januari 2013 debuteerde hij voor Benfica B in de Segunda Liga, tegen SC Braga. In zijn eerste seizoen kwam hij tot twee optredens in competitieverband.

## Interlandcarrière
Teixeira kwam  uit voor meerdere Portugese nationale jeugdselecties. Hij nam met Portugal -19 deel aan het EK -19 2013 in Litouwen.
1 Trubin ·
3 Carreras ·
4 Silva ·
6 Bah ·
7 Amdouni ·
8 Aursnes ·
9 Cabral ·
10 Kökçü ·
11 Di María ·
14 Pavlidis ·
16 Neto ·
17 Aktürkoğlu ·
18 Barreiro ·
20 Mário ·
21 Schjelderup ·
23 Meïté ·
24 Soares ·
25 Prestianni ·
28 Kaboré ·
30 Otamendi ·
32 Benjamín Rollheiser ·
36 Leonardo ·
37 Beste ·
44 Araújo ·
47 Gouveia ·
61 Luís ·
81 Bajrami ·
84 Rêgo ·
85 Sanches ·
Coach: Lage